# Les Noces d'argent
Pour l’article homonyme, voir Les Noces d'argent (film, 1927).

Les Noces d'argent est un film muet français réalisé par Louis Feuillade et sorti en 1915.

## Fiche technique
- Réalisation et scénario  : Louis Feuillade
- Société de production : Société des Établissements L. Gaumont
- Format : Muet - Noir et blanc - 1,33:1 - 35 mm
- Date de sortie : 
  - France : mai 1915

## Distribution
- Édouard Mathé : le navigateur
- Maurice Poitel : l'ami Ferdinand
- Musidora : sa femme
- Jean Jacquinet : Mr Belugue
- Poupette : Mme Belugue
- Delphine Renot